# Frank Beresford
Frank Ernest Beresford (30 de agosto de 1881–1967) fue un pintor británico originario de Derby, Inglaterra.

## Vida
Frank Beresford nació en Derby en 1881 y tuvo una larga educación artística. Primero estudió en Derby School of Art, luego St John's Wood Art School, y finalmente en Royal Academy Schools. Su talento fue recompensado con una beca de viaje que lo llevó a Asia. A partir de 1906 volvió a exponer en la Royal Academy
En 1936, Beresford hizo la única pintura de los Príncipes en la capilla ardiente del rey Jorge V. Se tituló "La Vigilia de los Príncipes: 12.15 a. M., 28 de enero de 1936" , y fue comprada por la  Reina María quien la obsequio a Eduardo VIII en su cumpleaños. Antes de que comenzara la guerra, la primera esposa de Beresford, la artista Daisy Radcliffe Clague, murió.
Durante la Segunda Guerra Mundial, Bersford fue la segunda persona en recibir el "Premio al Servicio Excepcional" de la Fuerza Aérea de los Estados Unidos, que también tiene algunas de sus pinturas en exhibición permanente. Beresford era un artista de guerra para las fuerzas aéreas estadounidenses y británicas. Sus retratos incluyen los del diseñador de Spitfire, Reginald Joseph Mitchell.
Beresford volvió a casarse en 1949. Repitió su pintura de la realeza de antes de la guerra cuando el Rey y la Reina murieron en 1952 y 1953, pero los gustos habían cambiado y esta vez no se exhibieron.
Las obras de Frank Beresford incluyen tres reyes y una reina, y en la colección de su condado natal hay un retrato de George Herbert Strutt propiedad del Ayuntamiento de Belper y una vista de Dovedale en el Museo y Galería de Arte de Derby.